# Sirlig björkguldmal
Sirlig björkguldmal (Phyllonorycter corylifoliellus) är en fjärilsart som först beskrevs av Jacob Hübner 1796.  Sirlig björkguldmal ingår i släktet guldmalar, och familjen styltmalar. Arten är reproducerande i Sverige.